# 菲利普·達科斯塔
菲利普·古伊·帕拉德拉·馬西埃爾·達科斯塔（Filipe Gui Paradela Maciel da Costa，1984年8月30日—），簡稱為達哥斯塔，是一名葡萄牙足球員，現效力保加利亞球會索菲亞中央陸軍，司職左翼。

## 球員生涯
2007年8月31日，達哥斯塔從希臘的伊安尼高斯（Ionikos FC）轉投列斯聯。達哥斯塔在轉會前，在伊安尼高斯效力3年。
2007年11月13日，達哥斯塔在英錦標對貝利的賽事首次正選上陣。
2008年4月14日，達哥斯塔被終止合約，回復自由身。

## 外部連結
- 足球数据库：菲力浦·達哥斯塔的球员统计数据
- Zero Zero profile （页面存档备份，存于）